# King Size Papa
«King Size Papa» — песня, впервые исполненная в ноябре 1947 года Джулией Ли с ансамблем Her Boy Friends. 
Авторы песни — Бенни Картер (который из-за двусмысленности лирики работал под псевдонимом Джонни Гомез, англ. Johnny Gomez) и Пол Вэнс, песня была выпущена в 1948 году звукозаписывающей компанией англ. Capitol Americana под номером 40082.
Песня в течение девяти недель занимала первое место по популярности среди произведений ритм-н-блюз и поднималась на пятнадцатую строку вo всеамериканском хит-параде.
Песня написана в традиционной 12-тактовой блюзовой сетке, в куплетно-припевной форме. Ли специализировалась на сексуально-провокативных текстах, и эта песня, наряду с англ. Snatch and Grab It, была рассчитана на то, чтобы эпатировать как негритянских, так и белых слушателей. По стилю песня лежит в традиции гарлемских блюзов 1920-х годов, но более кратка, прозаична и резка; идея, возможно, была заимствована у Клода Хопкинса с его англ. It's Too Big Poppa. Первый куплет очевидным образом описывает мужские размеры, и почти весь остальной текст песни может быть проинтерпретирован тем же образом.
Невзирая на содержащиеся в лирике двусмысленности (хотя песня и менее похабна, чем можно было бы ожидать по её названию), заполненная метафорическими образами большой длины, высоты и размера песня в 1999 году была использована в рекламе крупных бисквитов компанией Пиллсбери.